# Teoría de detección de señales
La Teoría de la detección o Teoría de la detección de señales, abreviada como TDS, son los medios de cuantificar la capacidad de discernir entre la señal y el ruido. Más exactamente al TDS se refiere al estudio de los medios para diferenciar entre patrones portadores de información (denominados estímulo en los organismos vivos, señal en las máquinas) y patrones aleatorios que distraen de la información (denominados ruido, consistentes en estímulos de fondo y actividad aleatoria de la máquina de detección y del sistema nervioso del operador).
En el campo de la electrónica, la recuperación de la señal es la separación de dichos patrones de un fondo ruidoso.
Según la teoría, hay una serie de determinantes de cómo un sistema de detección detectará una señal, y dónde estarán sus niveles de umbral. La teoría puede explicar cómo el cambio del umbral afectará a la capacidad de discernimiento, exponiendo a menudo lo adaptado que está el sistema a la tarea, propósito u objetivo al que se dirige. Cuando el sistema de detección es un ser humano, características como la experiencia, las expectativas, el estado fisiológico (por ejemplo, la fatiga) y otros factores pueden afectar al umbral aplicado.  Por ejemplo, un centinela en tiempos de guerra podría detectar estímulos más débiles que el mismo centinela en tiempos de paz debido a un criterio más bajo, sin embargo, también podría ser más probable que trate los estímulos inocuos como una amenaza.
Gran parte de los primeros trabajos sobre la teoría de la detección fueron realizados por investigadores del radar. En 1954, la teoría estaba completamente desarrollada en el aspecto teórico, tal y como describían Peterson, Birdsall y Fox y los fundamentos de la teoría psicológica fueron realizados por Wilson P. Tanner, David M. Green y John A. Swets, también en 1954.
La teoría de la detección fue utilizada en 1966 por John A. Swets y David M. Green para la psicofísica. Green y Swets criticaron los métodos tradicionales de la psicofísica por su incapacidad para discriminar entre la sensibilidad real de los sujetos y sus (potenciales) sesgos de respuesta.
La teoría de la detección tiene aplicaciones en muchos campos como el diagnóstico de cualquier tipo, el control de calidad, las telecomunicaciones y la psicología.  El concepto es similar a la relación señal-ruido utilizada en las ciencias y a la matrices de confusión utilizada en inteligencia artificial. También se puede utilizar en gestión de alarmas, donde es importante separar los eventos importantes del ruido de fondo.

## Usos
La teoría de la detección tiene usos en muchos campos tales como diagnóstico de cualquier clase, control de calidad, telecomunicaciones, y psicología.
El concepto es similar al cociente de la señal / ruido usado en las ciencias, y es también usable en el manejo de alarmas, donde es importante separar acontecimientos importantes de ruido de fondo.
Según la teoría, hay un número de determinantes psicológicos de cómo detectaremos una señal, y de donde estarán nuestros límites de alarma. La experiencia, las expectativas, el estado fisiológico (e.g. fatiga) y otros factores afectan umbrales. Por ejemplo, un centinela en tiempo de guerra detectará probablemente estímulos más débiles que el mismo centinela en tiempo de paz.

## TDS en psicología
Su aplicación e introducción en Psicología se inicia con Tanner y Swets (1954) en experimentos de visión y Smith y Wilson (1953) y Munson y Karlin (1954) en audición. A principios de los años 60 ya se habían publicado más de 100 trabajos cuya revisión más autorizada se encuentra en el libro de Swets y Green (1966, 1974).
Green y Swets criticaron los métodos tradicionales Psicofícos por su inhabilidad de discriminar entre la sensibilidad verdadera de un sujeto y sus tendencias (potenciales) de respuesta.

## TDS enoftalmología
La teoría de detección de señales TDS es un sistema de análisis de toma de decisión desarrollado durante los años 50-60 del siglo pasado que ha tenido una gran repercusión en medicina y cada vez más futuro en oftalmología.
Implica una señal rodeada de ruido que es transmitida a una persona o máquina y la decisión (respuesta) que suscita en ésta. Este sistema, aparentemente sencillo, se reveló muy útil en actividades dispares, desde vigilancia/alarma al diagnóstico médico. 
En esquema funciona como un sistema binario de respuestas SÍ-NO ante la señal/ruido dando lugar a una matriz 2x2: aciertos verdaderos, falsos positivos, omisiones verdaderas y falsos negativos (dos errores y dos decisiones correctas). Su expresión gráfica más conocida es la Curva ROC (Receiver Operating Characteristic) cuya forma y superficie indica con precisión la sensibilidad y la especificidad (ambas determinan la capacidad discriminativa o perspicacia) de cualquier persona o máquina. Los fundamentos y principios de la TDS quedaron bien establecidos matemática y psicológicamente, y subsiguientemente se crearon programas informáticos que funcionaron bien en el control de calidad de máquinas y técnicas diagnósticas, siempre que existiera un gold standard  de referencia y que se pre-estableciera un umbral o criterio adecuados. El gold standard diagnóstico para el glaucoma resulta en cierta manera ser una tautología cuando precisamente el glaucoma se define perimétricamente .
En oftalmología se empezó a usar la TDS en el diagnóstico perimétrico del glaucoma
valorándose mediante curvas ROC perímetros de distintas marcas con nuevas estrategias, rápidas o lentas, sobre poblaciones normales, con hipertensión ocular y con glaucoma confirmado así como otras exploraciones relacionadas, tales los parámetros estructurales de la papila óptica. En nuestro país, especialmente el grupo de la Universidad de La Laguna
ha valorado sus propias estrategias mediante la TDS estudiando distintos «cortes» y parámetros (SM, DM, LV). Actualmente la TDS es de obligado cumplimiento en investigación y valoración perimétricas.
Pero el aspecto original psicofísico no fechneriano de la TDS fue descartado de plano desde un principio por el estamento canónico perimétrico centroeuropeo por los imponderables tecnológicos de la época.

## Discusión
La TDS propone una innovación psicofísica al clásico umbral admitido en perimetría y utiliza conceptos tales como ruido, señal, señal+ruido o criterio. Asume que el estímulo debe ser detectado contra un fondo ruidoso y que el individuo tiene su propio criterio interesado de respuesta.
La sensibilidad TDS dependería entonces: a) de la intensidad de la señal, b) de la sensibilidad local del observador, influenciada por el ruido y la atención y c) del criterio adoptado por el observador, determinado por sus motivaciones y expectativas. Cambios en el criterio natural de respuesta de un individuo durante o entre las perimetrías pueden influir en los umbrales obtenidos .
El sesgo del factor humano cognitivo psicológico considerado por la TDS era clásicamente atribuido a bisoñez o fatiga pero podría explicar en parte la pertinaz variabilidad a corto y largo plazo que se observa en las series perimétricas a pesar de los modernos procesos de filtrado.
Como hipótesis de trabajo, con la ingeniería y los algoritmos necesarios la estructuración matemática de la TDS aplicada a la perimetría debería facilitar el cálculo numérico sobreañadido de la sensibilidad (d’) y el criterio (ß) del sujeto en una misma y sucesivas exploraciones . Se ha mostrado cómo la manera de dar las instrucciones previas el explorador puede modificar el criterio del explorado.
El criterio constituiría un factor correctivo interesante para el logro de una perimetría (exploración del campo visual) perfecta.